# Molly Price
Molly Price (North Plainfield, New Jersey,  1966. december 15. –) amerikai színésznő.

## Élete
1984-ben a North Plainfield középiskolában végzett, a Rutgers-en tanult tovább. Férje Derek Kelly, tűzoltó. Televíziós pályafutása a Esküdt ellenségek című sorozatban kezdődött. Price a Harmadik műszak című sorozatban vált ismertté Faith Yokas őrmesterként (később nyomozó) (1999 - 2005). Férje - aki a való életben tűzoltóként dolgozik New Yorkban -, is szerepelt ebben, bár csak mellékszereplőként. Tűzoltót alakított, D.K.-t. 2003-ban életet adott első gyermekének: Jake-nek. A Harmadik műszak-on kívül egy kis szerepet játszott Woody Allen A világ második legjobb gitárosa című filmjében, és az Alvás!ZAVAR című lélektani thrillerben.
A Szex és New York két epizódjában Susan Sharont, Carrie Bradshaw barátnőjét alakította, valamint a Nyomtalanul-ban, Samantha Spade ügynök nővéreként szerepelt. A Vészhelyzetben egy anyát alakított. 2007-ben szerepet kapott a Bionic Woman-ben, mint Ruth Treadwell, a Bionic csapat egyik tagja, de a show-t nyolc rész után végül törölték. Játszott a The Mentalist-ban is.

## Filmjei, sorozatai
| Év          | Cím                                | Eredeti cím               | Szerep               |
| ----------- | ---------------------------------- | ------------------------- | -------------------- |
| 2009        |                                    | What Goes Up              | Donna Arbetter       |
| 2007        | Bionic Woman (TV2) / Bionika (TV6) | Bionic Woman              | Ruth Treadwell       |
| 2007        | Szemvillanás alatt                 | The Life Before Her Eyes  | Diana anyja          |
| 2001        | Reszkess, Amerika!                 | Les visiteurs en Amérique |                      |
| 2000        | Alvás!ZAVAR                        | Chasing Sleep             | Susie                |
| 1999 - 2005 | Harmadik műszak                    | Third Watch               | Faith Yokas őrmester |
| 1999        | A világ második legjobb gitárosa   | Sweet and Lowdown         | Ann                  |
| 1994        | Micsoda hercegnő                   | The Counterfeit Contessa  |                      |
| 1992        | Imádlak, Mr. Manhattan!            | Jersey Girl               | Cookie               |

## Fordítás
- Ez a szócikk részben vagy egészben  a   Molly Price című angol Wikipédia-szócikk fordításán alapul.  Az eredeti cikk szerkesztőit annak laptörténete sorolja fel. Ez a jelzés csupán a megfogalmazás eredetét és a szerzői jogokat jelzi, nem szolgál a cikkben szereplő információk forrásmegjelöléseként.